# Casimiro
Casimiro  è un nome proprio di persona italiano maschile.

## Varianti
- Maschili: Casimirro[3][5]
- Femminili: Casimira[1][5], Casimirra[5]

### Varianti in altre lingue
- Asturiano: Casumiru[6]
- Basco: Kasimir[6]
- Catalano: Casimir[6]
- Ceco: Kazimír[2][4]
- Esperanto: Kazimiro
- Francese: Casimir[2][4][5][7]
- Inglese: Casimir[2][8]
- Latino: Casimirus[1][6][8]
  - Femminili: Casimira[1]
- Lituano: Kazimieras[2]
- Polacco: Kazimierz[2][4][6][7][8]
  - Femminili: Kazimiera[9]
  - Ipocoristici: Kazia[9]
- Portoghese: Casimiro[2][4]
- Russo: Казимир (Kazimir)[2][4]
- Slovacco: Kazimír[2][4]
- Spagnolo: Casimiro[2][4][6]
- Tedesco: Kasimir[2][4]
  - Femminili: Kasimira[9]
- Ungherese: Kázmér[2][4], Kazimír[2]

## Origine e diffusione
Derivante dal polacco Kazimierz, questo nome gode di ampia popolarità nella sua zona nativa (venne portato da quattro re e un santo tutti polacchi); giunse in Europa occidentale tramite i matrimoni della nobiltà tedesca e, latinizzato nella forma Casimirus, si espanse in tutte le regioni circostanti in epoca medievale; in Italia arrivò attraverso il francese Casimir, ed è sostenuto dal culto verso il santo principe così chiamato.
Etimologicamente, è composto da due elementi slavi: il primo viene indicato come kazac (o kasac, "comandare"), kazać ("proclamare", "predicare") o kazic ("distruggere"), mentre il secondo potrebbe essere mierz (o mer, "grande", "famoso", "illustre") oppure mir ("pace"). Tra le varie interpretazioni conseguenti, vi sono "illustre comandante", "che impone la pace" e "proclamatore di pace".

## Onomastico
L'onomastico si festeggia il 4 marzo in ricordo di san Casimiro, figlio del re Casimiro IV, patrono di Polonia e Lituania. Con questo nome si ricordano anche alcuni beati:
- 9 gennaio, beato Kazimierz Grelewski, sacerdote e martire con Joszef Pawlowski a Dachau[11]
- 6 maggio, beato Kazimierz Gostyński, sacerdote e martire con Henryk Kaczorowski a Dachau[11]
- 1º dicembre, beato Kazimierz Sykulski, sacerdote e martire ad Auschwitz[11]

## Persone

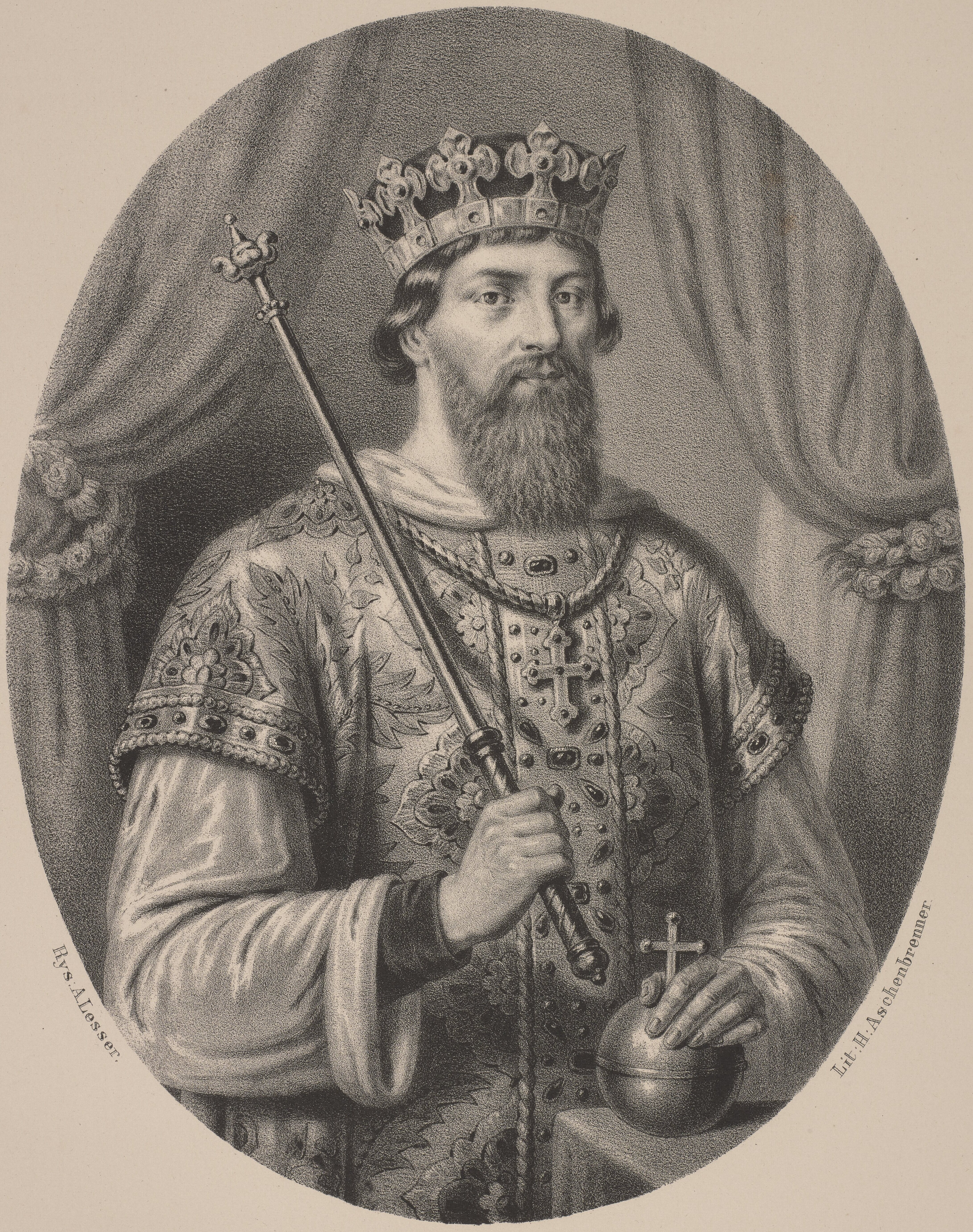
Casimiro I di Polonia

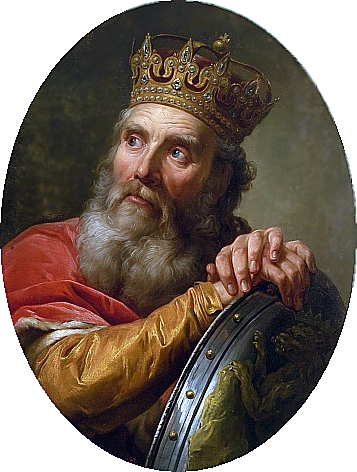
Casimiro III di Polonia

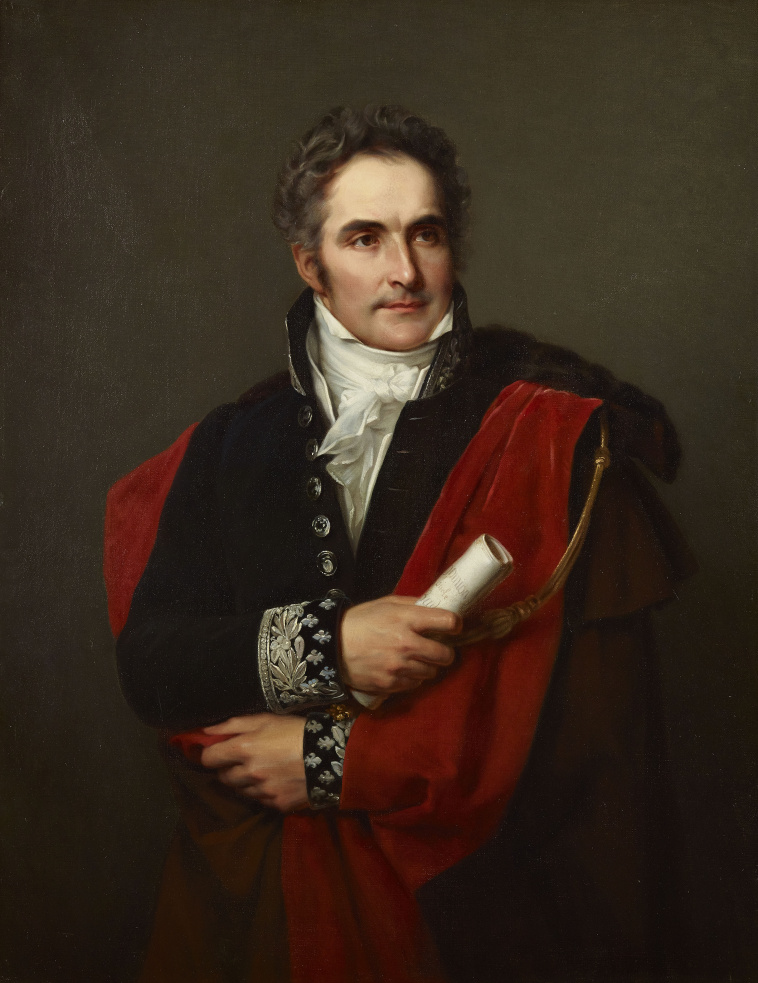
Casimir Pierre Périer

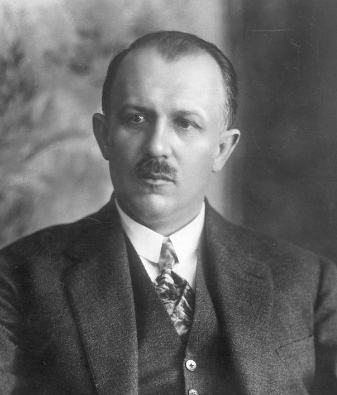
Kazimierz Bartel

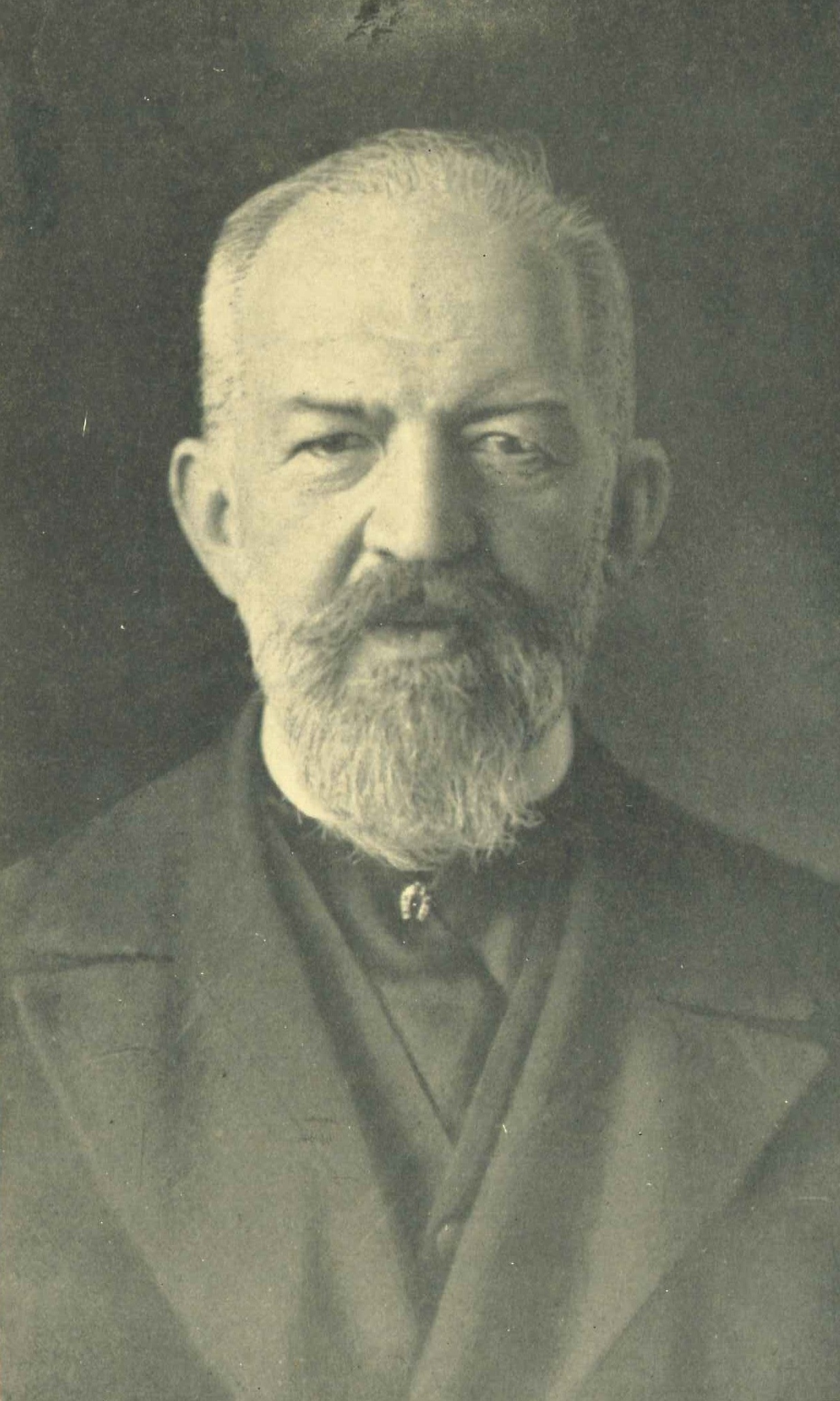
Kazimierz Twardowski

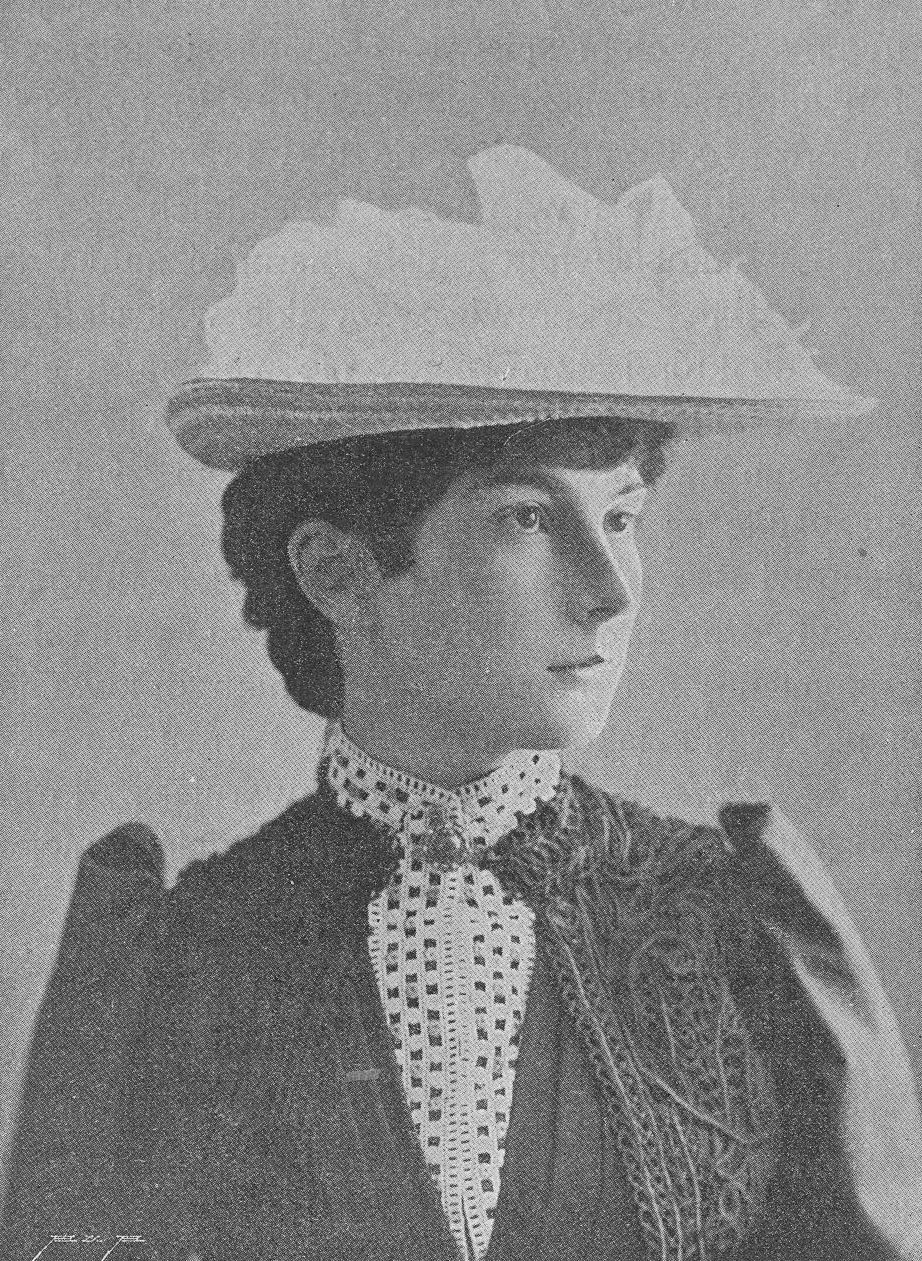
Kazimiera Zawistowska

- Casimiro di Brandeburgo-Bayreuth, Margravio di Bayreuth
- Casimiro di Cracovia, principe di Polonia
- Casimiro I di Cuiavia, duca di Cuiavia
- Casimiro I di Polonia, detto il Restauratore, granduca di Polonia
- Casimiro II di Polonia detto il Giusto, duca di Cracovia e principe di Polonia
- Casimiro III di Polonia, detto il Grande, re di Polonia
- Casimiro IV di Polonia, re di Polonia e granduca di Lituania
- Casimiro VI di Pomerania, duca di Pomerania
- Casimiro I di Teschen, duca di Teschen
- Casimiro II di Teschen, duca di Teschen
- Casimiro Barello, sacerdote italiano
- Casimiro Bonfiglio, sindacalista e funzionario italiano
- Casimiro Buttini, militare e aviatore italiano
- Casimiro Casucci, insegnante, politico e antifascista italiano
- Casimiro de Abreu, poeta brasiliano
- Casimiro Favale, politico italiano
- Casimiro Ferrari, alpinista italiano
- Casimiro Gennari, cardinale italiano
- Casimiro Morcillo González, arcivescovo cattolico spagnolo
- Casimiro Nay, calciatore italiano
- Casimiro Piccolo, pittore italiano
- Casimiro Pisani, politico italiano
- Casimiro Sperino, politico italiano
- Casimiro Teja, fumettista italiano
- Casimiro Torres, calciatore cileno
- Casimiro Turletti, storico italiano
- Casimiro Vizzini, politico italiano

### Variante Casimir
- Casimir Bouis, politico e giornalista francese
- Casimir Koza, calciatore francese
- Casimir Lefaucheux, inventore e armaiolo francese
- Casimir Grotnik, vescovo vetero-cattolico polacco naturalizzato statunitense
- Casimir Pierre Périer, politico e banchiere francese
- Casimir Semelaigne, schermidore francese

### Variante Kazimierz
- Kazimierz Ajdukiewicz, filosofo e logico polacco
- Kazimierz Bartel, politico e matematico polacco
- Kazimierz Bein, scrittore, medico ed esperantista polacco
- Kazimierz Brandys, scrittore polacco
- Kazimierz Brodziński, scrittore polacco
- Kazimierz Funk, chimico polacco naturalizzato statunitense
- Kazimierz Kuratowski, matematico polacco
- Kazimierz Marcinkiewicz, politico polacco
- Kazimierz Nowak, fotografo polacco
- Kazimierz Nycz, cardinale e arcivescovo cattolico polacco
- Kazimierz Poniatowski, generale e nobile polacco
- Kazimierz Przerwa-Tetmajer, poeta, scrittore e giornalista polacco
- Kazimierz Pużak, politico polacco
- Kazimierz Sabbat, politico polacco
- Kazimierz Nestor Sapieha, maresciallo polacco
- Kazimierz Serocki, compositore polacco
- Kazimierz Świątek, cardinale e arcivescovo cattolico bielorusso
- Kazimierz Świtalski, ufficiale e politico polacco
- Kazimierz Twardowski, filosofo e logico polacco
- Kazimierz Zieleniewski, pittore polacco

### Altre varianti maschili
- Kazimieras Černis, astronomo lituano
- Kasimir Edschmid, scrittore tedesco
- Kazimír Gajdoš, calciatore cecoslovacco
- Kazimir Hnatow, calciatore francese
- Kazimir Malevič, pittore russo
- Kasimir Anton von Sickingen, principe vescovo di Costanza

### Varianti femminili
- Casimira di Anhalt-Dessau, principessa consorte di Lippe-Detmold
- Kazimiera Iłłakowiczówna, poetessa e traduttrice polacca
- Kazimira Prunskienė, politica lituana
- Kazimiera Zawistowska, poetessa e traduttrice polacca

## Il nome nelle arti
- Casimiro Pelagatti è un personaggio del film del 1945 L'innocente Casimiro, diretto da Carlo Campogalliani.
- Casimiro è un personaggio del film Disney Dumbo.